# Gp130
Das Glykoprotein gp130 (zuerst beschrieben als Interleukin-6-Transducer-Chain oder Interleukin-6-Signal-Transducer) ist ein wichtiges Protein, welches die Signale einiger Zytokine in die Zielzellen weitervermittelt und so Rezeptorfunktion hat. Zu diesen Zytokinen gehört Interleukin-6, Interleukin-11, Oncostatin-M, der ziliäre neurotrophe Faktor und der Leukämie-Inhibitor-Faktor. Diese Zytokine aktivieren mithilfe von gp130 Zielgene, die in die Zelldifferenzierung, das Zellüberleben, die Apoptose und die Proliferation involviert sind. Die Mitglieder dieser Zytokinfamilie haben pro- und antientzündliche Eigenschaften und spielen für die Hämatopoese, bei der Akute-Phase-Reaktion und der Immunantwort des Organismus eine Rolle.
Das Protein wird auf dem Chromosomenabschnitt 5q11 (mit 17 Exons) kodiert, das transkribierte Protein enthält 918 Aminosäuren sowie eine Molekularmasse von ca. 130 kDa.